# Zazoe

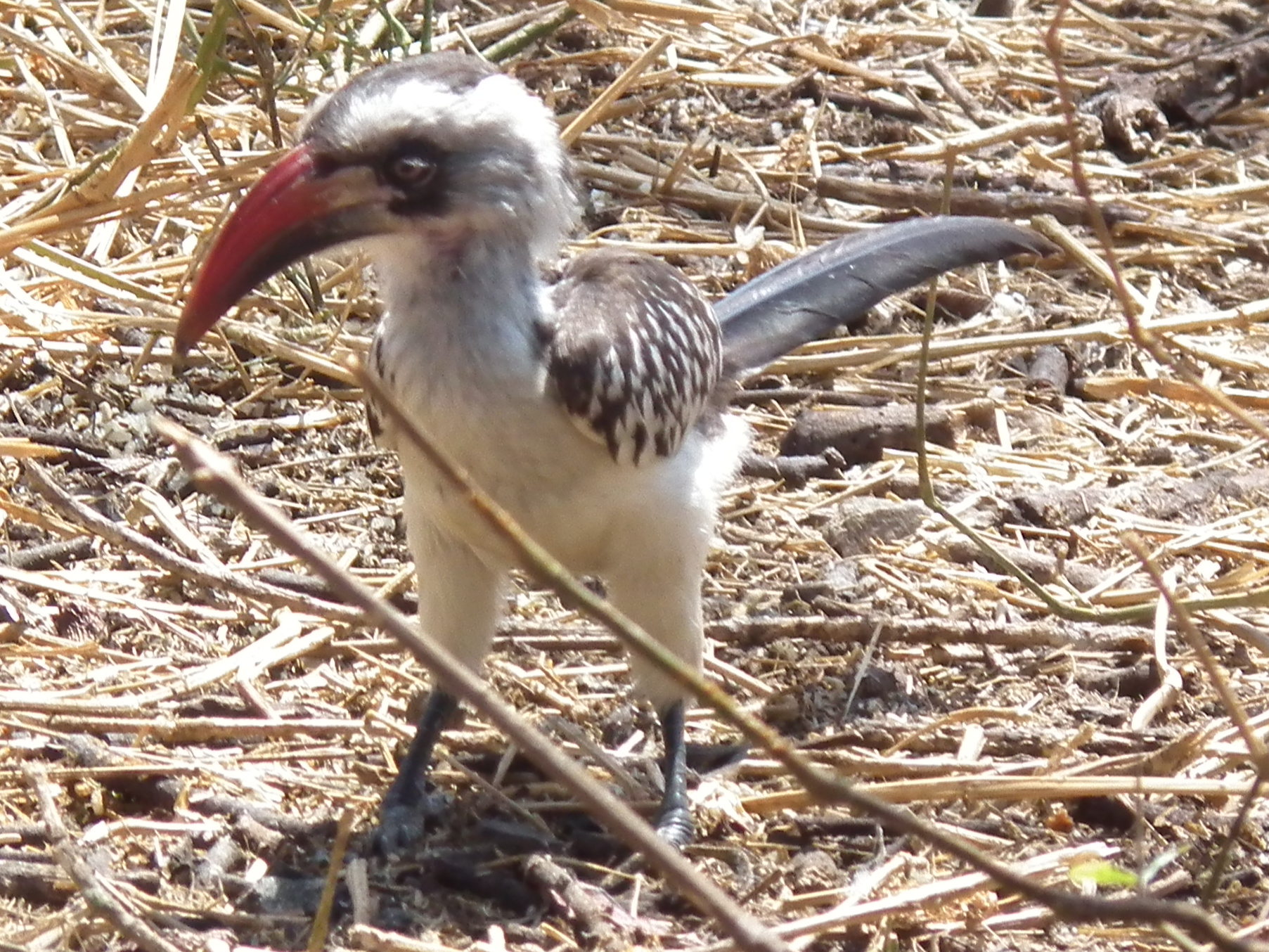
Zazoe uit de remake The Lion King.

Zazoe is een personage in De Leeuwenkoning en De Leeuwenkoning II. Daarnaast heeft hij bijrollen in Timon & Pumbaa en The Lion Guard. Hij is de hofmaarschalk van Mufasa en de toeziend voogd van Simba.
Zazoe is een roodsnaveltok die zich erg pompeus voordoet. Vaak wordt hij het slachtoffer van de streken die Simba samen met Nala met hem uithalen. Hij redt Simba's leven toen hij dreigde te worden verscheurd door de hyena's door koning Mufasa erbij te halen. Nadat Mufasa sterft en Scar de koning wordt, wordt hij in een ribbenkast opgesloten waar hij voor Scar allerlei nummertjes moet zingen. Hij wordt uiteindelijk bevrijd door Pumbaa nadat deze door de hyena's wordt beledigd met het woord "zwijn". Zijn stem wordt in de Engelse versie vertolkt door Rowan Atkinson, in de Nederlandse versie door Paul van Gorcum. 
In de remake uit 2019 van de film werd zijn stem ingesproken door John Oliver, in de Nederlandse versie door Jürgen Theuns. Voor de vervolgfilm Mufasa: The Lion King uit 2024 werd zijn stem ingesproken door Preston Nyman. Theuns keerde terug als de Nederlandse stem van Zazoe voor deze film.